# 악명
《악명》은 한국에서 제작된 남궁훈 감독의 1974년 영화이다. 남궁훈 등이 주연으로 출연하였고 한갑진 등이 제작에 참여하였다.

## 출연

### 주연
- 남궁훈
- 김기주
- 김진희